# Johann Friedrich Olearius (Rechtswissenschaftler)
Johann Friedrich Olearius (* 25. Juni 1679 in Leipzig; † 4. Oktober 1726 ebenda) war ein deutscher Rechtswissenschaftler. Sein Familienname ist die zu dieser Zeit übliche, latinisierte Form des deutschen Namens Oelschläger.

## Leben
Olearius war ein Sohn des Theologen Johannes Olearius (1639–1713). Er studierte seit dem Sommersemester 1696 an der Universität Leipzig. Hier erlangte er am 28. November 1699 den Grad eines Baccalaureus und absolvierte seine philosophischen Grundstudien am 28. November 1696 als Magister der Philosophie. Juristische Studien verfolgend, habilitierte er sich mit der Disputation de aestimandis hominibus und wurde am 19. Dezember 1699 als Baccalaureus an die juristische Fakultät der Leipziger Hochschule aufgenommen.
Zwischenzeitlich besuchte er an der Universität Halle die Vorlesungen des Rechtsgelehrten Samuel Stryk. Unter ihm hatte er sich anscheinend mit der Dissertation de provisione militari 1702 das Lizenziat der Rechte erworben und promovierte zurückgekehrt nach Leipzig mit der Inaugural Disputation de renuncatione Cessionis bonorum a debitore facta am 20. September 1703 zum Doktor der Rechte.
1708 wurde er Professor der Leipziger juristischen Fakultät mit dem Titel Verbor. Significatione et R. I., 1710 stieg er zum Professor der Instituten auf, 1715 bekam er die Professur der Pandekten und wurde 1720 Professor des Kodex. Daneben übertrug man ihm das stellungsgebundene Kanonikat in Merseburg. Er war Dekan sowie Assessor der juristischen Fakultät und im Wintersemester 1721 Rektor der Alma Mater.
Der Zivilrechtler Olearius genoss einen ausgezeichneten Ruf. Er trat als Herausgeber von Anton Fabis Questiones forenses Sabaudicas (Leipzig 1706) in Erscheinung.

## Werke
- De dominoio mulieris in rebus propter nuptias donatis. Leipzig 1707.
- De usufructu omnium bonorum legato. Leipzig 1708.
- Exerciationes V. ad leges felectas ff. De R. J. Leipzig 1708, 1709, 1713.
- De haerede ab intestato successione ex testamento repudiata. Leipzig 1709.
- De testatoris inepta voluntate invalida. Leipzig 1710.
- De bona fide non permittente, ut idem bis exigatur. Leipzig 1712.
- De pazienta juridica. Leipzig 1712.
- De consilio in alterius injuriam non mutando. Leipzig 1713.
- De rei vindicatione non competente alteti, cujus pecunia res acquisita fuit. Leipzig 1714.
- De exceptione jus tertii concernente. Leipzig 1715.
- De universitate usufructuaria. Leipzig 1718.
- De affectu paterno vitirici. Leipzig 1718.
- De privilegio dotis respectu haeredis et cessionarii. Leipzig 1725.